# Ignaz Theodor Liborius Meyer

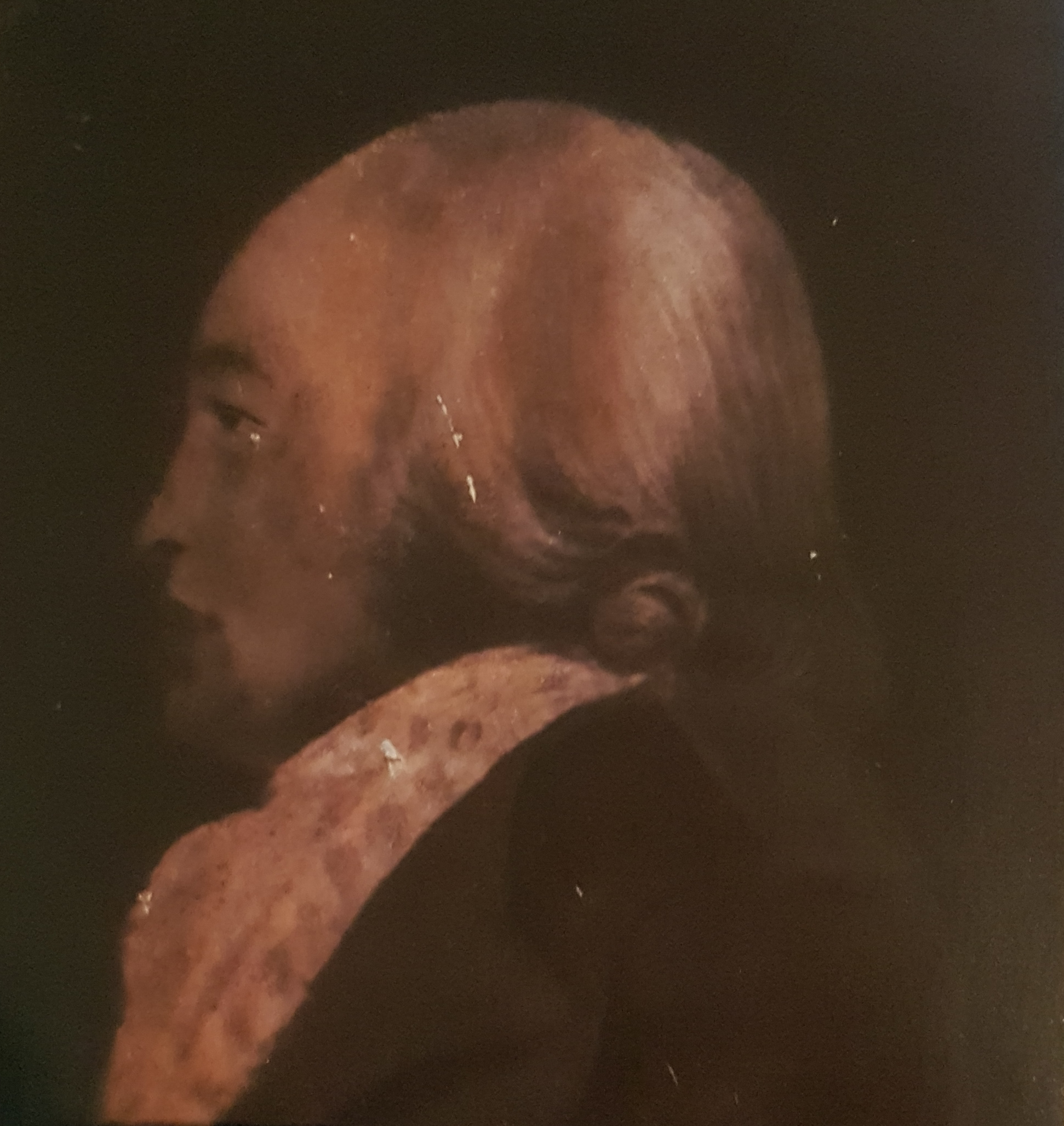
Ignaz Theodor Liborius Meyer

Ignaz Theodor Liborius Meyer (* 29. Mai 1773 in Paderborn; † 18. September 1843 ebenda) war ein deutscher katholischer Domkapitular, Archivar und Historiker. Meyer war Direktor des von ihm initiierten Vereins für Geschichte und Altertumskunde Westfalens.

## Leben

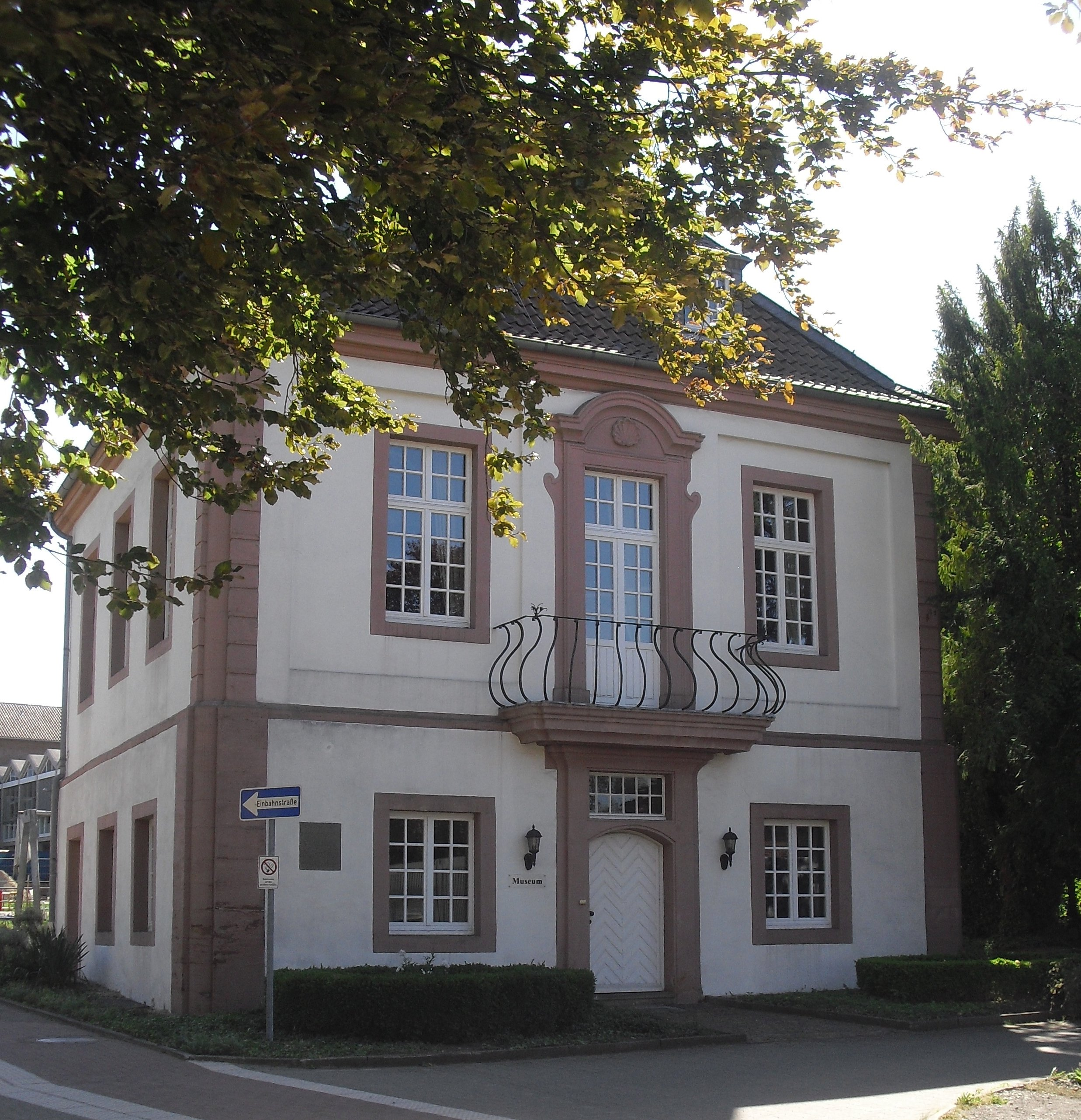
Meyers Gartenhaus

Meyer war der Sohn des fürstbischöflichen Geheimen Rates und Kanzlers Johannes Friedrich Anton Meyer (1724–1796) und der Maria Anna Catharina Meyer geb. Wenneker, Tochter eines Paderborner Hofrats und Hofrichters. Der stille und schon in jungen Jahren durch eine Fußlähmung beeinträchtigte Meyer wurde für eine geistliche Laufbahn vorgesehen, schon 1790 wurde ihm ein Kanonikat an der Busdorfkirche verliehen, das seine weitere Ausbildung und Versorgung sichern sollte. 1792 bis 1794 studierte er Theologie und Jura in Würzburg, 1795 bis 1796 Jura und Geschichte in Göttingen. Nach der Rückkehr übernahm er Aufgaben für die geistliche Gerichtsbehörde (Hof- und Offizialatsgericht), 1799 wurde er zum Referendar, 1807 zum Assessor ernannt. Meyer lebte weiterhin von seiner Präbende, das Gericht brachte aber Zusatzeinkommen (Sporteln). Nach dem Übergang des Hochstifts Paderborn an Preußen 1803 verlor das Gericht die Zuständigkeit für Zivilverfahren, hinzu kamen nun aber Appellationsverfahren für andere geistliche Gerichte. Nach dem Übergang Paderborns an das Königreich Westphalen 1807 wurde das Gericht aufgehoben, Meyer wurde 1811 zum Assessor des Generalvikariats ernannt. Mit der Aufhebung des Busdorfer Kapitels verlor Meyer seine Präbende, 1812 wurde ihm eine Pension gewährt. Meyer nutzte den Freiraum für erste historische Studien.
Während der Befreiungskriege übernahm Meyer zahlreiche ehrenamtliche Posten. An zentraler Stelle wirkte er unter anderem in der Verwaltungskommission für die freiwilligen Beiträge zur Ausrüstung des Jäger-Detaschements, in der Liquidations-Kommission für das Westfälische Schuldenwesen und in der städtischen Armen-Kommission. Im Vikariat des Bischofs war er für Stiftungen zuständig.
Seine Verdienste um das Gemeinwohl brachten Meyer 1816 einen Auftrag ein, der sein weiteres Leben prägen sollte. Im Auftrag der preußischen Behörden reiste er nach Göttingen, um die Urkunden und Kopierbücher zurückzubringen, die während der Zeit des Königreichs Westphalen dorthin verlagert worden waren. Bei der Rückgabe reichte er grundsätzliche Überlegungen zum künftigen Umgang mit den Urkunden der aufgelösten Stifte und Länder ein, die nach der Säkularisation akut von Verfall und Vernichtung bedroht waren. Der Oberpräsident der preußischen Provinz Westfalen, Ludwig von Vincke, reichte die Vorschläge nach Berlin weiter, wo sie in die entstehende Konzeption der preußischen Archive einflossen. Meyer wurde beauftragt, in dem von ihm vorgeschlagenen Sinne die Archive des Hochstifts Paderborn und angrenzender Gebiete zu erfassen, zu sichern und zu verzeichnen. Die Berufung als Leiter des Staatsarchivs in Münster lehnte Meyer 1817 ab, 1818 wurde er zum Archivkommissarius für das entstehende Archivdepot in Paderborn ernannt, als Mitarbeiter wurde ihm zeitweise Paul Wigand zugeordnet. Als Anerkennung seiner Verdienste um das Archiv- und Armenwesen wurde Meyer am 25. Oktober 1823 von Bischof Franz Egon von Fürstenberg in das Paderborner Domkapitel berufen; 1834 erhielt er den Roten Adlerorden IV. Klasse.
Da Meyer zunehmend um fachliche Stellungnahmen gebeten wurde, regte er 1823 in seinem Freundeskreis die Gründung eines landesgeschichtlichen Vereins an, wie er zu dieser Zeit bereits in anderen deutschen Ländern bestand. Am 19. Juli 1824 fand in seinem Gartenhaus die Gründung des Vereins für Geschichte und Altertumskunde Westfalens statt, dessen Direktor und Mittelpunkt er bis zu seinem Tod war. Eine bald darauf gegründete Abteilung Münster löste sich schon nach wenigen Jahren wieder auf, sie wurde ab 1831 vom Staatsarchivdirektor Heinrich August Erhard auf Drängen Meyers wiederbelebt. Bis heute besteht der Verein aus den beiden eigenständigen Abteilungen Münster und Paderborn.
Zu den wesentlichen Aufgaben des Vereins wurde auf Meyers Anregung die Herausgabe des Westfälischen Urkundenbuchs. Das Erscheinen des ersten Bandes 1847 erlebte Meyer nicht mehr, die Herausgeberschaft ging auf Heinrich August Erhard über.
Nach Meyer benannt ist der Ignaz-Theodor-Liborius-Meyer-Preis, der seit 1991 jährlich vom Verein für Geschichte und Altertumskunde Westfalens, Abt. Paderborn vergeben wird.

## Schriften
Aufsätze
- Versuch einer Geschichte der alten Feste Iburg, der Familie von Driburg und des Städtchens gleichen Namens. In: W. A. Ficker’s Driburger Taschenbuch auf das Jahr 1811, S. 1–78.
- Der Desenberg bei Warburg. In: Archiv für Geschichte und Alterthumskunde Westphalens, 1. Bd. 1826, 2. Heft, S. 25–48 (Digitalisat) und S. 110–112 (Digitalisat)
- Bestätigungs-Urkunde Bischof Balduins vom Jahre 1345, über die Rechte der Stadt Driburg. In: Archiv für Geschichte und Alterthumskunde Westphalens, 2. Bd. 1828, 4. Heft, S. 361–364 (Digitalisat)
- Beiträge zur Geschichte der Villicationen im Mittelalter. In: Archiv für Geschichte und Alterthumskunde Westphalens, 3. Bd. 1828, 2. Heft, S. 144–147 (Digitalisat)
- Gewaltsame Gelderpressung vom Abte des Klosters Helmarshausen. In: Archiv für Geschichte und Alterthumskunde Westphalen, 3. Bd. 1828, 3. Heft, S. 193–201 (Digitalisat)
- Die Errichtung der Burg Fürstenberg am Sendfeld, und Übersicht ihrer nachherigen Geschichte. In: Archiv für Geschichte und Alterthumskunde Westphalens, 3. Bd. 1828, 4. Heft, S. 208–217 (Digitalisat)
- Kloster und Stadt Gehrden. In: Archiv für Geschichte und Alterthumskunde Westphalens, 4. Bd. 1831, 1. Heft, S. 67–101 (Digitalisat)
- Historische Fragmente aus dem Kloster Bödeken. In: Archiv für Geschichte und Alterthumskunde Westphalens, 4. Bd. 1831, 3. Heft, S. 270–286 (Digitalisat)
- Fragmente aus der Kanzlei des Bischofs Meinwerk von Paderborn. In: Archiv für Geschichte und Alterthumskunde Westphalens, 5. Bd. 1832, 2. Heft, S. 111–131 (Digitalisat)
- Diplomatische Beiträge zu einer Geschichte der Grafen von Arnsberg und Rietberg. In: Archiv für Geschichte und Alterthumskunde Westphalens, 6. Bd. 1834, 1. Heft, S. 38–107  (Digitalisat) und 2. Heft, S. 169–258  (Digitalisat); 7. Bd. 1838, 2./3. Heft, S. 95–204 (Digitalisat)
- Erläuterung zweier Minden’schen bisher ungedruckten Urkunden. In: Archiv für Geschichte und Alterthumskunde Westphalens, 7. Bd. 1838, 4. Heft, S. 329–439  (Digitalisat)
- Wilhelm, Herzog von Berg, gewesener Bischof von Paderborn, einer der Vorfahren des Königlich-Preußischen Hauses. In: Zeitschrift für vaterländische Geschichte und Alterthumskunde, Band 5, 1842, S. 369–375  (Digitalisat)